# Cheumatopsyche agha
Cheumatopsyche agha là một loài Trichoptera trong họ Hydropsychidae. Chúng phân bố ở vùng nhiệt đới châu Phi.